# Assunção (Elvas)
Assunção é um bairro da cidade portuguesa e do Município de Elvas que foi sede da Freguesia de Assunção, freguesia (urbana) que tinha 8,03 km² de área e 8 702 habitantes (2011), e, por isso, uma densidade populacional de 1 083,7 hab/km².
A Freguesia de Assunção foi extinta em 2013, no âmbito de uma reforma administrativa nacional, tendo sido agregada à Freguesia de Ajuda, Salvador e Santo Ildefonso, para formar uma nova freguesia denominada Freguesia de Assunção, Ajuda, Salvador e Santo Ildefonso com sede em Elvas.

## População
| População da freguesia de Assunção | População da freguesia de Assunção | População da freguesia de Assunção | População da freguesia de Assunção | População da freguesia de Assunção | População da freguesia de Assunção | População da freguesia de Assunção | População da freguesia de Assunção | População da freguesia de Assunção | População da freguesia de Assunção | População da freguesia de Assunção | População da freguesia de Assunção | População da freguesia de Assunção | População da freguesia de Assunção | População da freguesia de Assunção |
| ---------------------------------- | ---------------------------------- | ---------------------------------- | ---------------------------------- | ---------------------------------- | ---------------------------------- | ---------------------------------- | ---------------------------------- | ---------------------------------- | ---------------------------------- | ---------------------------------- | ---------------------------------- | ---------------------------------- | ---------------------------------- | ---------------------------------- |
| 1864                               | 1878                               | 1890                               | 1900                               | 1911                               | 1920                               | 1930                               | 1940                               | 1950                               | 1960                               | 1970                               | 1981                               | 1991                               | 2001                               | 2011                               |
| 2 950                              | 3 534                              | 3 448                              | 3 850                              | 3 227                              | 3 435                              | 3 992                              | 4 140                              | 4 268                              | 4 399                              | 4 139                              | 5 591                              | 7 236                              | 7 927                              | 8 702                              |

Nos censos de 1890 a 1900 tinha anexada a freguesia de S. Lourenço. Fonte: INE

## História
Era uma das mais antigas freguesias da cidade de Elvas, tendo tido os primitivos nomes de Santa Maria dos Açougues e Santa Maria da Praça (devido à sua localização). No século XVI, com a criação da diocese de Elvas, a igreja paroquial foi elevada à condição de catedral da nova diocese, passando esta freguesia a ser designada freguesia da Sé. Em 1882, após a extinção da diocese de Elvas, deu-se à freguesia o nome de Assunção (derivado do orago da extinta Sé).

Antigas freguesias que deram origem à Freguesia de Assunção, Ajuda, Salvador e Santo Ildefonso (Elvas).

## Património
- Igreja de Nossa Senhora da Assunção (Elvas), ou Antiga Sé de Elvas
- Cerca do Convento de São Francisco (Assunção)
- Santuário de São Jesus da Piedade
- Casa do Plátano e nora
- Fortim de São Pedro ou Fortins de Elvas
- Praça da República (Elvas)